# Tapioca
A tapioca ou goma (do latim cumma) é o amido extraído da planta mandioca, usualmente preparada em forma granulada, sendo o ingrediente principal de algumas iguarias típicas do Brasil, como o beiju (quitute indígena apreciado pelos portugueses na Capitania de Pernambuco no século XVI).
É muito comum o uso do termo tapioca para referir-se ao beiju. Porém existe uma diferença entre os dois, quanto ao prepado: o beiju é feito da massa da mandioca, enquanto a tapioca é feita da fécula, ou goma.

## Etimologia
Existem várias explicações para a origem do termo "tapioca", todas ligadas a termos em tupiː
- do termo "tipi'óka"[6] que representa "aglutinado",[7] refere-se tanto ao produto obtido da fécula quanto ao prato feito a partir dele;[8]
- do termo "tïpï'og" que representa "sedimento, coágulo",[2][9] ao ser espalhada em superfície quente sofre uma coagulação ficando semelhante a panqueca.[9]
- do termo do tupi antigo "tapi'oka".[10]

A "tapioca" é também chamada "goma", termo este que provêm do latim "cumma".

## História

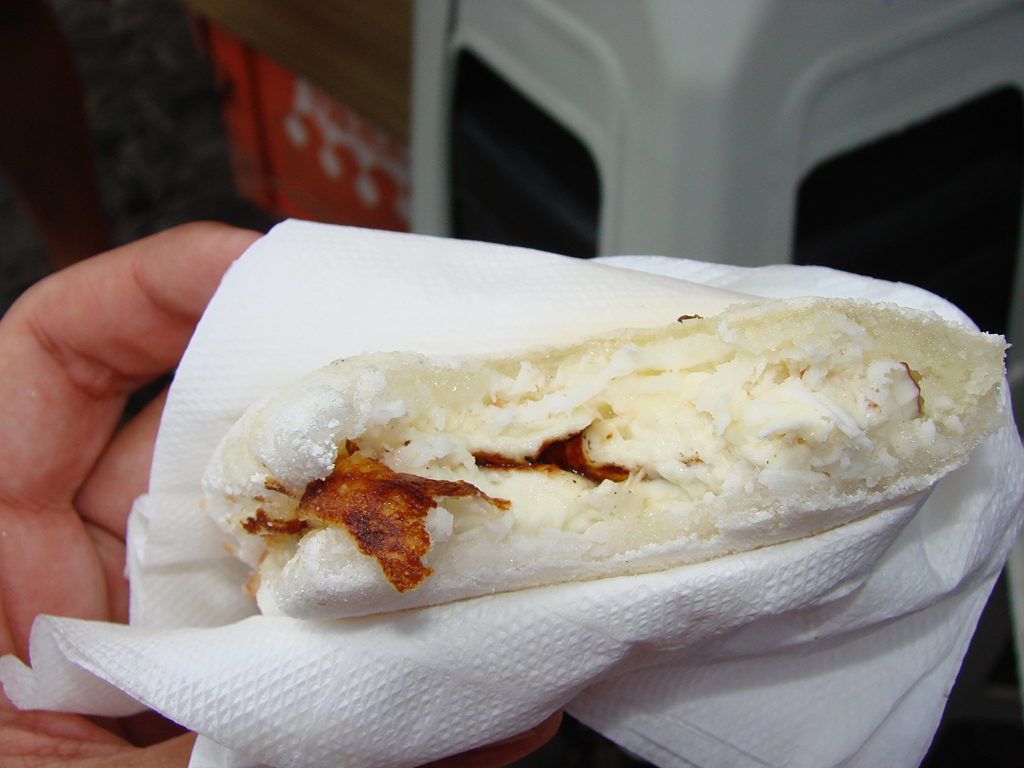
Tapioca do Alto da Sé, em Olinda, Pernambuco.

A mandioca, produzida sob o sistema da agricultura de subsistência, foi a base da alimentação no Brasil durante a colonização do território pelos portugueses.
Pouco após os primeiros anos de conquista e colonização, os colonizadores portugueses na capitania hereditária de Pernambuco passaram a usar a tapioca como substituta para a farinha de trigo para fazer pão. Na cidade de Olinda, consumia-se intensamente o beiju, a farinha e a tapioca (goma) extraídos da mandioca desde o século XVI, com a criação portuguesa da Casa de Farinha em Itamaracá.[carece de fontes?]
Os indígenas brasileiros faziam vários tipos de beiju: o beiju simples é um bolo de massa fresca, úmida, passado pela urupema (peneira de fibras vegetais) para formar grumos, que, devido ao calor, ficam ligados; o beiju-ti canga, feito de massa de mandioca mole e seca ao sol; o beijuaçu, redondo, feito como o beiju-tacinga, mas seco no forno; o caribé, que é o beijuaçu posto de molho e reduzido novamente à massa que, quando água é acrescentada, forma um tipo de mingau; o beijucica feito de arroz de mandioca, em grumos bem finos; o beiju de tapioca, da massa umedecida, saindo da urupema em pequeninos grumos, que, quando pronto, é enrolado; o curadá, um beiju grande, feito de tapioca (goma) umedecida, em grumos maiores, levando castanha crua, depois sendo enrolado.
A partir da tapioca, eram feitas, também, algumas bebidas alcoólicas como o pajuari, o tarubá, o tapiocuí e a tiquira. Na fabricação do tarubá, os beijus umedecidos são colocados sobre folhas de curumi (Ravenala guaianaense), e estas sobre uma camada de folhas de bananeira estendida sobre um jirau (grade de varas). Após serem polvilhados, os beijus são recobertos com as folhas de curumi e deixados por três dias, quando começa a escorrer um líquido viscoso, semelhante ao melaço. A massa é dissolvida em água, passada pela peneira e o líquido é deixado repousando. Após o descanso a bebida fica pronta.

## Variações

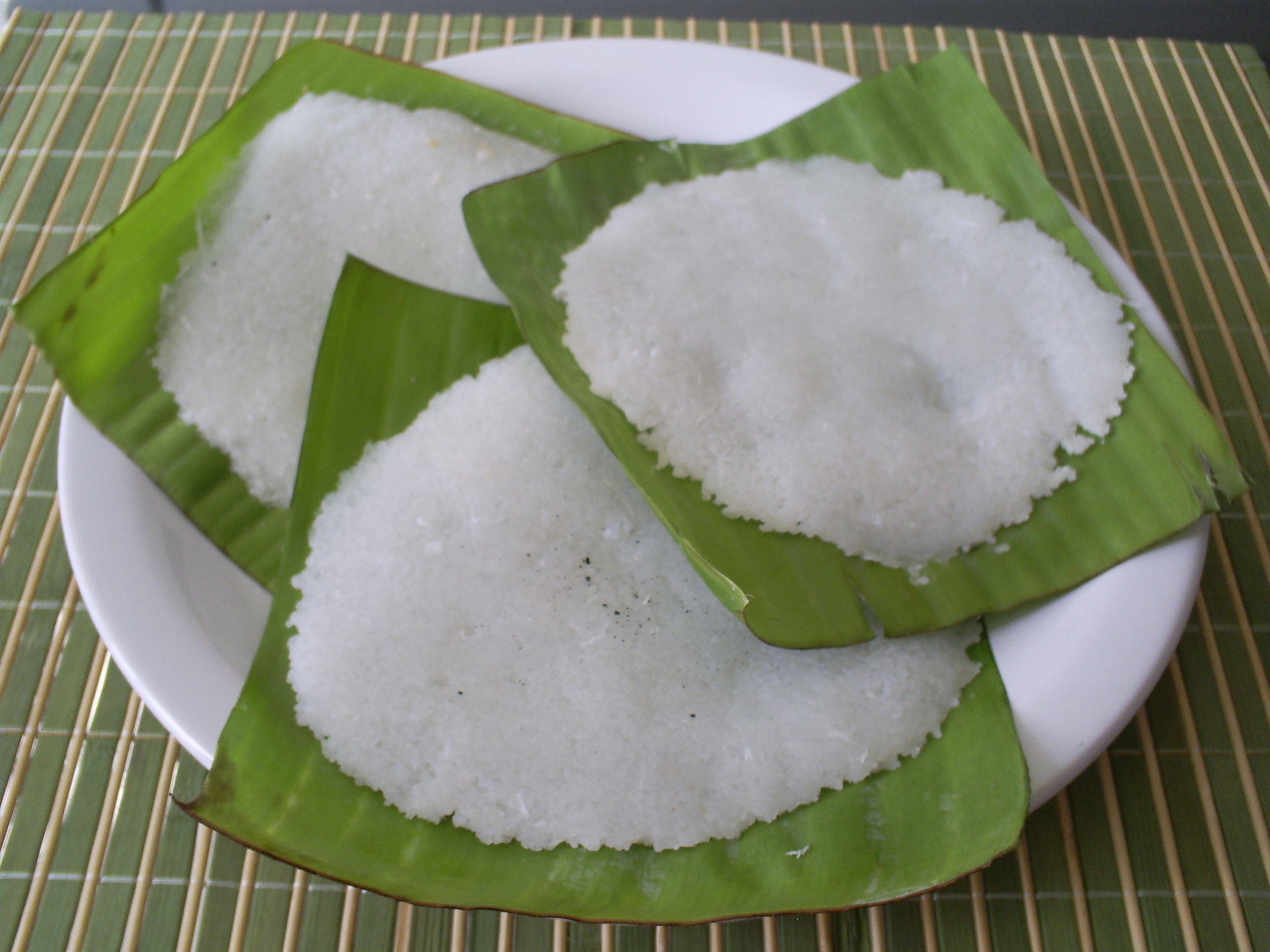
Beiju de Folha

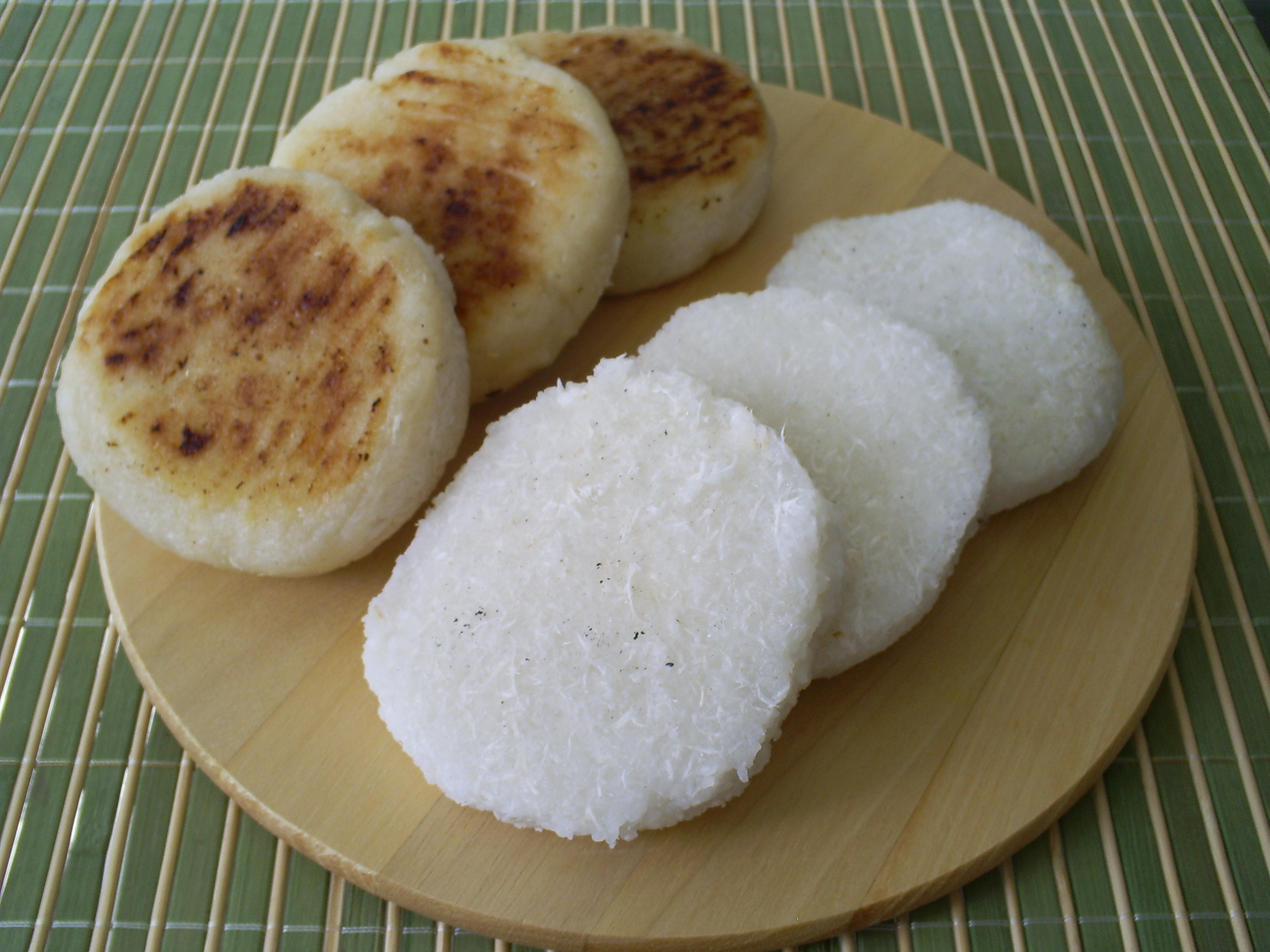
Malcasado e sarolho

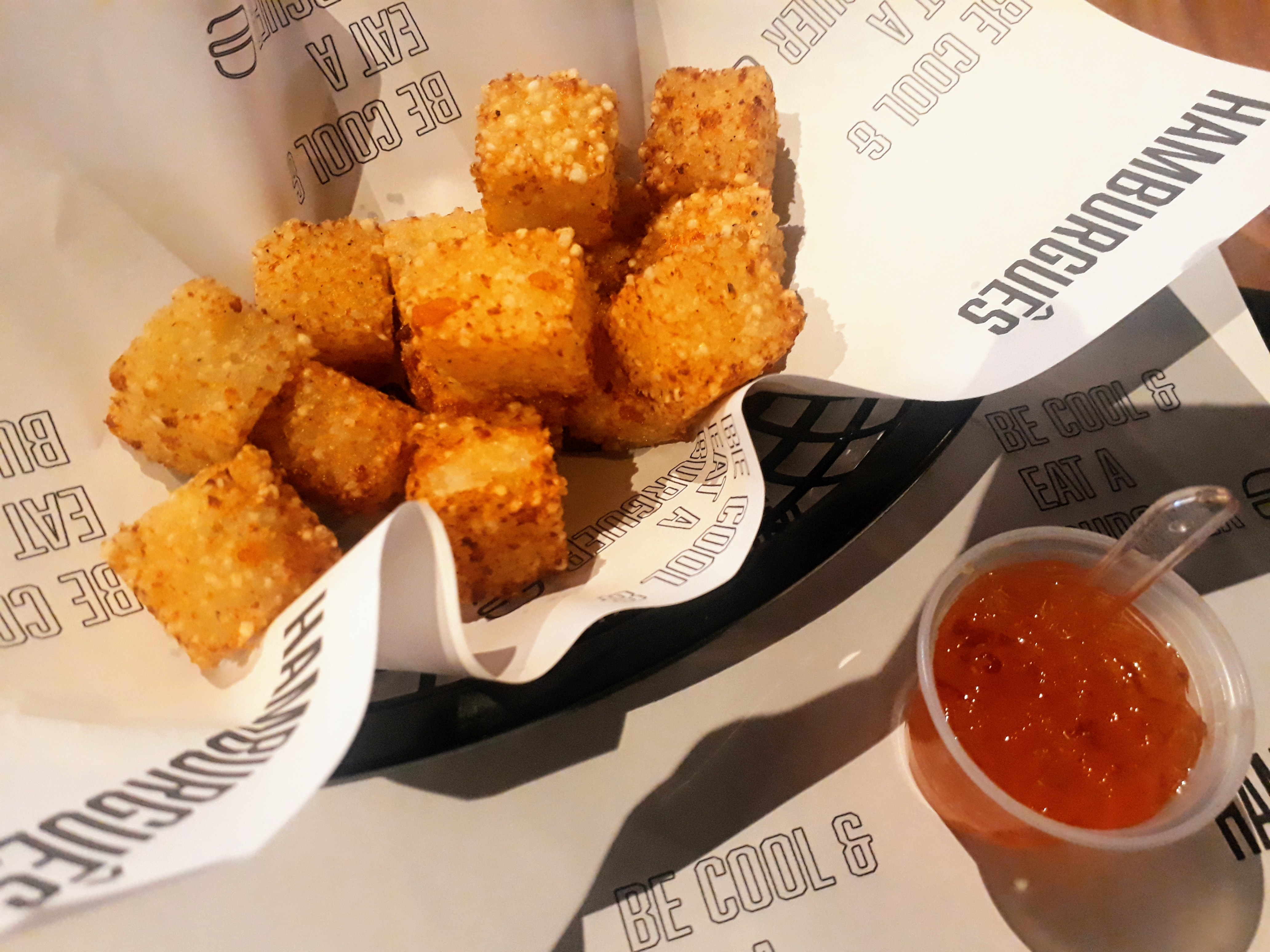
Porção de dadinhos de tapioca com geleia de pimenta no Paraná.

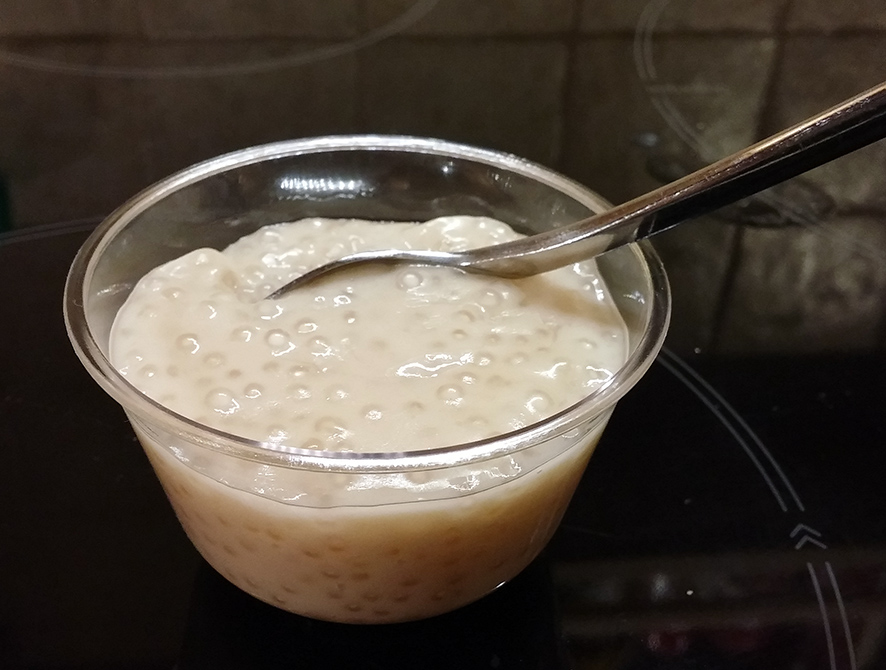
Pudim de tapioca.

- Aaru: beiju de massa de mandioca com tatu moqueado e moído.[15]
- Beiju-açu: de massa de mandioca peneirada e torrada.[16]
- Beiju-cambraia: feito com massa de tapioca, alvo, tenro e quase transparente.[17]
- Beiju-carimã beiju utilizado para se fazer caxiri, na festa da puberdade das moças.[17]
- Beiju-cica: de massa de mandioca fresca, cortado e torrado, com aparência de um folhado.[17]
- Beiju-curua: de massa de mandioca, sal e castanha ralada, envolto em folha de bananeira e assado.[16]
- Beiju-curucaua: grande e chato, feito de tapioca granulada com castanha de caju ou castanha-do-pará ralada.[16]
- Beiju-curuba: semelhante ao beiju curucaua, mas a castanha de caju ou a castanha-do-pará são adicionadas em pedaços e não raladas.[16]
- Beiju de folha ou beiju molhado: a fécula é preparada fria com açúcar e leite de coco, e servida em folhas de bananeira.[18]
- Beiju de lenço: feito artesanalmente; a mandioca ralada e molhada é colocada no centro de um pano. Este é torcido em um recipiente em cujo fundo começa a depositar-se uma substância gelatinosa (a goma ou fécula), que é coada, seca ao sol, peneirada, assada com açúcar em chapa e enrolada em forma de cone.[19]
- Beiju de massa: feito não com o polvilho, mas com a farinha de mandioca ainda crua (não torrada); a mandioca ralada é prensada para extração da goma e de seu sumo (a manipuera). A massa seca é, então peneirada, umedecida, temperada com sal e assada em uma chapa.[20][21]
- Beiju-enrodilhado: beiju normal, mas que é enrolado ao invés de dobrado em dois.[16]
- Beiju-mambeca: um tipo de beiju mole, que não era torrado, apenas aquecido para a massa.[16]
- Beiju-marapatá: envolto em folhas de bananeira e assado sobre cinzas.[17]
- Beiju-peteca: pequeno beiju comprido de massa de mandioca puba, castanha e gordura..[16]
- Beiju-pixuna: usado em viagens, é grande e escuro.[16]
- Beiju-poqueca: assado envolto em folha de bananeira, contendo apenas massa de mandioca e sal.[17]
- Beiju-teica: de polvilho fresco de mandioca com farinha d'água.[16]
- Beiju-ticã: de massa de mandioca puba seca e socada.[16]
- Beiju tinin: seco ao sol até endurecer.[17]
- Beiju-tininga: muito durável e feito de polvilho de mandioca puba, que é pilada depois de torrada.[16]
- Beiju-tipioca: de polvilho peneirado e torrado; outro tipo de beiju sem nome específico era feito com massa de mandioca com carne de caça previamente torrada e pilada.[17]
- Malcasado ou mácasado: a fécula é misturada a coco ralado, açúcar, sal e manteiga; e assada formando um bolinho circular mais consistente e molhado.[22]
- Sarolho ou saroio: a fécula é misturada a coco ralado, sal e açúcar, e assada na forma de um bolinho circular mais seco e solto.
- Tapioca de forma ou de chapa: mais grossa e aquecida na chapa, na qual a tapioca é colocada dentro de uma forma de metal.

## Nutrição
Cem gramas de tapioca preparada com manteiga têm: valor energético de 348 quilocalorias (17,4% do recomendado diariamente pela Food and Drug Administration numa dieta de 2 000 quilocalorias); 10,9 gramas de gordura (basicamente oriundos da manteiga), sendo: 6 gramas de gordura saturada (21,2%); 3 gramas de monoinsaturada (15%); 0,2 gramas de poli-insaturada; 31 miligramas de colesterol (10%). 63,6 gramas de carboidratos (21,2%): 1 grama de fibra alimentar; 3 grama de açúcar. negligenciável fibra alimentar (0%); 30 miligramas de cálcio (3%); 3 miligramas de magnésio (1,3%); 2 miligramas de sódio (0%); 1,6 miligramas de ferro (9%)
A goma de tapioca pura é composta basicamente de carboidratos. Das 89 gramas de carboidratos a cada 100 gramas de tapioca, 0,9 grama é fibra alimentar e 3,3 gramas são açúcares. Tem índice glicêmico alto e, por isso, pode ser perigosa para diabéticos e benéfica para a prática de atividade física intensa.
É possível extrair maltodextrina, um polissacarídeo usado por alguns esportistas, da tapioca. Faz-se uso culinário desse carboidrato de cadeia longa para emulsificar gorduras.
Livre de glúten, ao contrário das farinhas de trigo e de boa parte das farinhas de aveia, e praticamente de qualquer lipídio, a tapioca tem sido alardeada como bom substituto ao pão. Em pessoas que não possuem intolerância ao glúten, não existe nenhuma boa evidência de que a tapioca cause qualquer agravo à saúde, como a obesidade, por exemplo, se consumida com moderação.

## Patrimônio imaterial e cultural
O Conselho de Preservação do Sítio Histórico de Olinda concedeu à tapioca o título de Patrimônio Imaterial e Cultural da Cidade em 2006, mesmo ano em que Olinda recebeu o título de 1ª Capital Brasileira da Cultura (Ministério da Cultura (Brasil) e Ministério do Turismo (Brasil), governo federal).[carece de fontes?]